# Berith Bohm

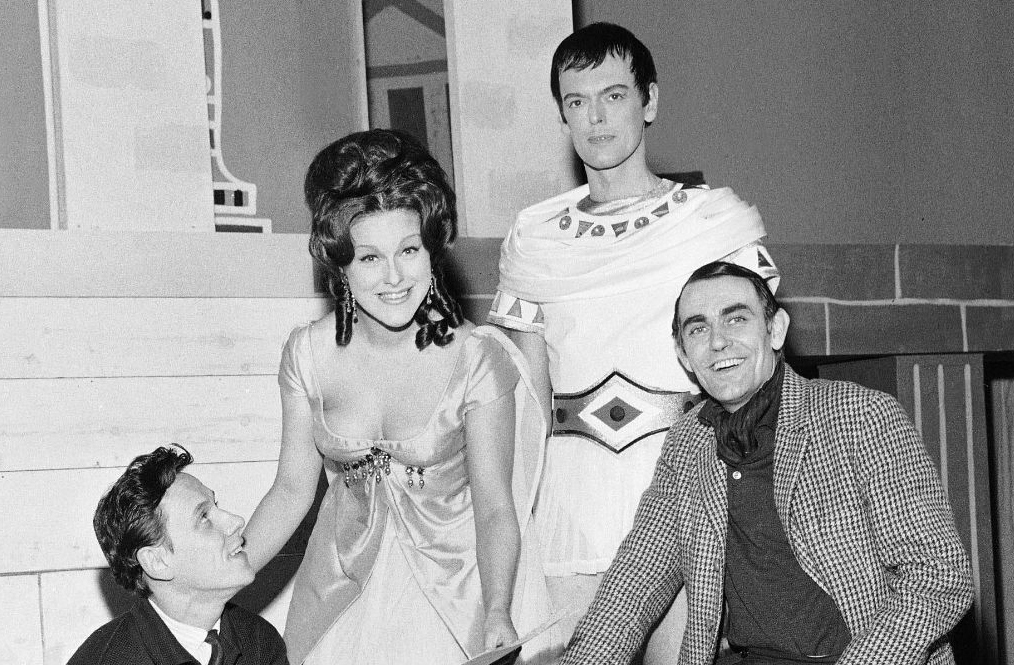
Heikki Värtsi, Berith Bohm, Leif Wager y Mogens Brix-Pedersen en el Teatro Sueco en 1965

Berith Bohm (23 de agosto de 1932 - 14 de mayo de 2020) fue una actriz y cantante de opereta de nacionalidad sueca.

## Biografía
Su nombre completo era Berith Maria Kristina Bohm, y nació en Estocolmo, Suecia. Siendo adolescente participó en un concurso de talentos en Bromma, donde interpretó la canción Fjorton år tror jag visst att jag var. Tras un tiempo en el circo juvenil de Furuvik, empezó a trabajar en el Teatro Oscar de Estocolmo, pasando después trece años en el Stora Teatern de Gotemburgo. Entre sus mayores éxitos se encuentran sus actuaciones en obras como La princesa gitana, La bella Helena y Porgy y Bess. Actuó junto a Nils Poppe en Blåjackor, y trabajó en la revista de Hagge Geigert en Gotemburgo. Además, Bohm fue artista invitada del Teatro Sueco de Helsinki, y del Volksoper de Viena.
Berith Bohm falleció en Estocolmo en el año 2020. Había estado casada con Roland Eriksson desde 1980 a 1999, año de la muerte de él.

## Teatro (selección)
- 1952 : South Pacific, de Richard Rodgers, Oscar Hammerstein y Joshua Logan, dirección de Sven Aage Larsen, Teatro Oscar[3]
- 1953 : Guys and Dolls, de Frank Loesser, Jo Swerling y Abe Burrows, dirección de Sven Aage Larsen, Teatro Oscar[4]
- 1955 : Blåjackor, de Lajos Lajtai y Lauri Wylie, dirección de John Zacharias, Norrköping-Linköping stadsteater
- 1981 : La princesa gitana, de Emmerich Kálmán, Leo Stein y Béla Jenbach, dirección de Ivo Cramér, Teatro Oscar[5]
- 1992 : Elvira Madigan, de Georg Malvius, Nick Bicât y Ture Rangström, dirección de Georg Malvius, Malmö Stadsteater[6]
- 1993 : Vår vän mördaren, de Georg Malvius, Björn Isfält y Mats Nörklit, dirección de Georg Malvius, Södra Teatern[7]